# Абитен
Абитен (фр. Abitain) насеље је и општина у југозападној Француској у региону Аквитанија, у департману Атлантски Пиринеји која припада префектури Олорон Сен Мари.
По подацима из 2011. године у општини је живело 99 становника, а густина насељености је износила 15,02 становника/km². Општина се простире на површини од 7 km². Налази се на средњој надморској висини од 62 метара (максималној 136 m, а минималној 28 m).

## Демографија
| 1962. | 1968. | 1975. | 1982. | 1990. | 1999. | 2011. |
| ----- | ----- | ----- | ----- | ----- | ----- | ----- |
| 172   | 158   | 143   | 138   | 126   | 107   | 99    |

График промене броја становника у току последњих година